# Warugunung (Pancur)
Warugunung is een bestuurslaag in het regentschap Rembang van de provincie Midden-Java, Indonesië. Warugunung telt 2167 inwoners (volkstelling 2010).